# Elementos clássicos

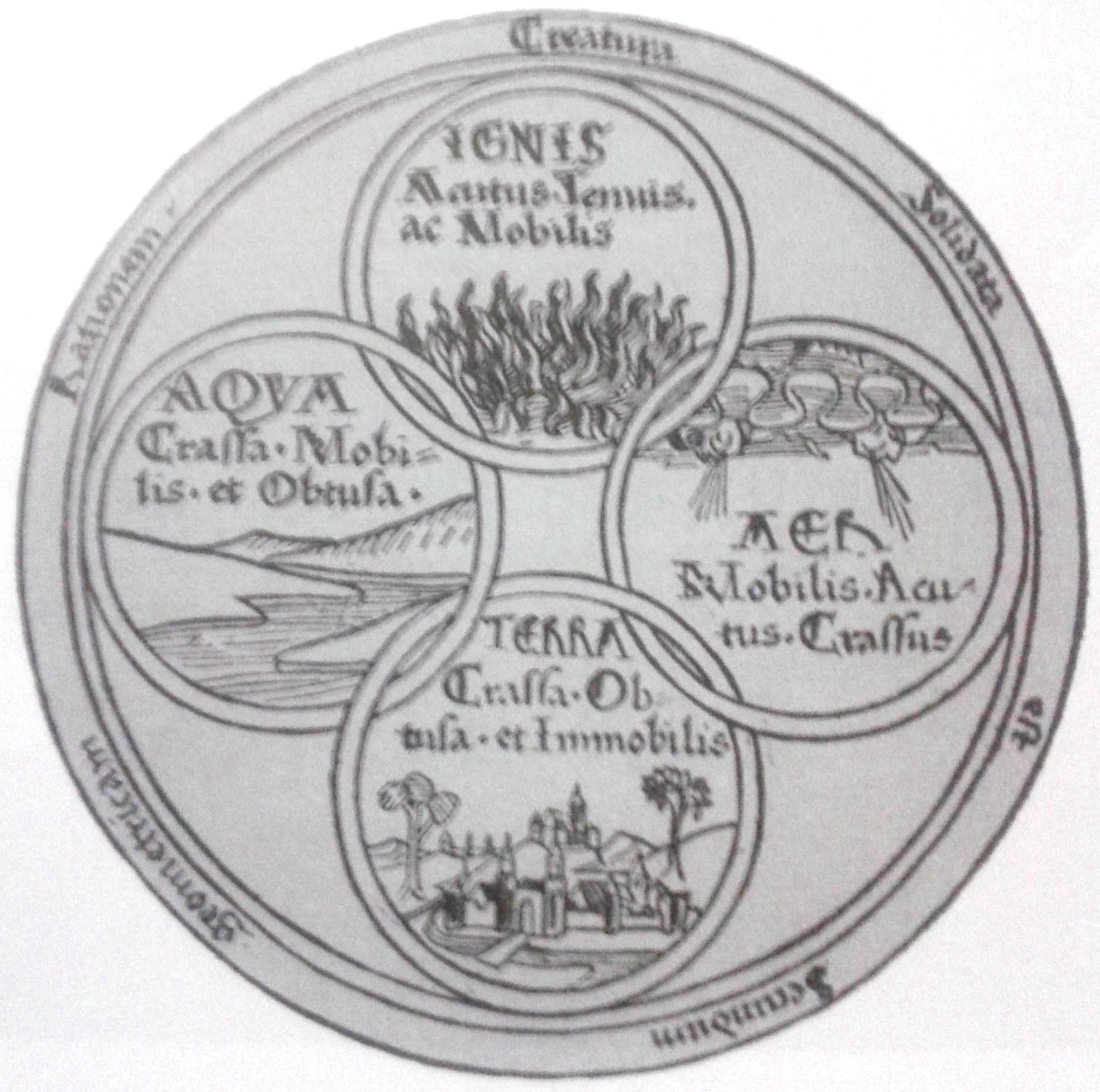
Os quatro elementos em de responsione mundi et de astrorum ordinatione de Isidoro de Sevilha.

Os elementos clássicos normalmente se referem aos conceitos de terra, água, ar, fogo e (depois) o éter, que foram propostos para explicar a natureza e a complexidade de toda a matéria em termos de substâncias mais simples.

## Culturas
As culturas antigas na Pérsia, Grécia, Babilônia, Japão, Tibete e Índia tinham listas semelhantes, às vezes se referindo em idiomas locais a "ar" como "vento" e o quinto elemento como "vácuo". O sistema chinês Wu Xing lista Madeira (木 mù), Fogo (火 huǒ), Terra (土 tǔ), Metal (金 jīn) e Água (水 shuǐ), embora estes sejam descritos mais como energias ou transições do que como tipos de material.
Essas diferentes culturas e até filósofos individuais tinham explicações muito variadas sobre seus atributos e como eles se relacionavam com fenômenos observáveis, bem como com a cosmologia. Às vezes, essas teorias se sobrepunham à mitologia e eram personificadas em divindades. Algumas dessas interpretações incluíam atomismo (a ideia de porções muito pequenas e indivisíveis da matéria), mas outras interpretações consideravam os elementos como divisíveis em pedaços infinitamente pequenos sem alterar sua natureza. 
Enquanto a classificação do mundo material na antiga Índia (Mahābhūta), Egito helenístico e Grécia antiga em Ar, Terra, Fogo e Água era mais filosófica, durante a Era de Ouro Islâmica, os cientistas medievais do Oriente Médio usaram observação prática e experimental para classificar  materiais. Na Europa, o sistema grego antigo de Aristóteles evoluiu levemente para o sistema medieval, que pela primeira vez na Europa ficou sujeito a verificação experimental nos anos 1600, durante a Revolução Científica. 

## Ciência
A ciência moderna não apoia os elementos clássicos como base material do mundo físico. A teoria atômica classifica os átomos em mais de cem elementos químicos, como oxigênio, ferro e mercúrio. Esses elementos formam compostos e misturas químicas e, sob diferentes temperaturas e pressões, essas substâncias podem adotar diferentes estados da matéria. Os estados mais comumente observados de sólido, líquido, gás e plasma compartilham muitos atributos com os elementos clássicos da terra, água, ar e fogo, respectivamente, mas esses estados se devem ao comportamento semelhante de diferentes tipos de átomos em níveis de energia parecidos, e não por conter um certo tipo de átomo ou certo tipo de substância.

## História antiga
Também na Índia se vê a aplicação desse conceito de elementos que entram em partes equilibradas na composição da matéria, quando a medicina ayurvédica tenta equilibrar os três humores: vento, fogo e terra.
Esses humores formaram a base da medicina de Hipócrates, e ainda fazem parte da psiquiatria, onde se sabe que certas doenças mentais graves, como a esquizofrenia, está associada a certos tipos físicos (como longilíneo, brevilíneo, etc.) A predominância de certo elemento, ou humor, determina o tipo físico da pessoa, segundo os médicos de Cós.
A astrologia, quando usada para estudar aspectos médicos das doenças, investigava se a pessoa era do tipo sanguíneo (ar), fleumático (água), colérico (fogo) ou bilioso (terra, também chamado nervoso). A cada um desses biotipos corresponde, de acordo com a medicina antroposófica, o seguinte órgão:
- colérico: coração
- fleumático: fígado
- sanguíneo: rins
- bilioso: pulmão

Cada um desses tipos teria então um órgão indicativo de seu estado de relativa saúde ou doença, e durante determinada estação do ano estaria mais propenso aos desequilíbrios.
Os elementos da natureza podem ser associados aos estados físicos da matéria:
- Terra → Sólido

- Água → Líquido

- Ar → Gasoso

- Fogo → Plasma

## Visões

### Visão natural
Os 4 elementos é a expressão utilizada para referir-se aos elementos naturais: Água, Terra, Fogo e Ar. Essa expressão refere-se ao que seria essencial à vida humana no planeta. Se considerarmos como tipos de matéria que formam a natureza, a expressão está errada pois fogo não pode ser considerado uma matéria natural, pois trata-se do resultado de uma reação química.Também o conceito de elemento foi mudado pela Química e Física modernas. Considera-se como elemento os diferentes tipos de átomos que formam moléculas, tanto naturais como artificiais (reações induzidas pelo Homem). A água, por exemplo, se constitui na verdade em uma molécula resultante da ligação natural de dois elementos químicos: o oxigênio e o hidrogênio.

### Visão astrológica
Em Astrologia, cada elemento influencia um grupo de três signos astrológicos. O ar, por exemplo, influencia os signos Aquário, Gêmeos e Libra.
A expressão serve de inspiração para várias obras literárias, desenhos animados, etc.
Exemplos: Avatar: The Last Airbender,  Avatar: The Legend of Korra, Duelo Xiaolin, Quarteto Fantástico, witch entre outros.

### Visão filosófica
A ideia dos 4 elementos básicos provém dos primórdios da Filosofia. No Ocidente, foi ensinada no período pré-socrático, perdurou na Idade Média e chegou até o Renascimento. Mas o conceito é antigo no Oriente, tendo sido disseminado na Índia e na China, onde encontra-se na base do Budismo e Hinduísmo, principalmente no contexto esotérico. Hoje em dia há quem corresponda os 4 elementos clássicos com os 4 estados da matéria: Sólido, Líquido, gasoso e Plasma.
Sob certos aspectos, Parmênides e Heráclito pensavam de maneira totalmente oposta. A razão de Parmênides deixava claro que nada pode mudar. Mas as experiências sensoriais de Heráclito deixavam igualmente claro que a natureza está em constante transformação. Qual dos dois tinha razão? Será que devemos confiar no que nos diz a razão, ou será que devemos confiar nos sentidos?
Ele achava que tanto Parmênides e Heráclito tinham razão numa de suas afirmações. Mas estavam totalmente enganados quanto à outra.
Para Empédocles a grande discórdia estava no fato que ambos os filósofos tinham assumido com ponto de partida o fato quase inquestionável que haveria apenas um elemento básico. Se isso fosse verdade o abismo entre o que a razão nos diz e o que nossos sentidos percebem seria intransponível.
Precisamos acreditar no que vemos e o que vemos é justamente o fato de que a natureza está em constante transformação.
Para a natureza, portanto, seria impossível produzir alguma coisa a partir de um único elemento básico.
Empédocles acreditava que a natureza possui ao todo 4 elementos básicos também chamado por ele de “raízes”. Estes quatro elementos eram a terra, o ar, a água e fogo.

### Visão divina
Ordem Dos Elementos  + Apostola +
Conforme se estabelece previamente e divinamente a ordem dos quatro elementos da natureza na criação segue:

## O quinto elemento
Para os gregos que seguiam a tradição pitagórica e aristotélica, o "quinto elemento" era chamado de "quinta-essência" ou quintessência, o elemento "perfeito" e que existiria no plano cósmico ou não terrestre, formador da lua, do sol, do céu e das estrelas. Geralmente é correspondido com a ideia do Éter, que representa a negação lógica do vácuo. A teoria da quinta-essência foi adotada pelos Escolásticos da Igreja Católica e começou a sofrer forte ataque principalmente quando Galileu observou a existência de relevo na Lua, o que provava a "imperfeição" cósmica.
Na linha mais esotérica há autores ainda que consideram o quinto elemento como o relâmpago, sendo relacionado com a vida; outros consideram o metal ou o aço e outros dizem que existem apenas 4 elementos. Há ainda aqueles que dizem que o quinto elemento é o gelo, que é considerado por eles diferente da água.[carece de fontes]